# Jean Bouchaud (peintre)
Pour les articles homonymes, voir Jean Bouchaud et Bouchaud.
Jean Bouchaud, né à Saint-Herblain le 29 octobre 1891 et mort à Nantes le 6 mai 1977, est un peintre français.

## Biographie
Fils d'Adolphe Bouchaud, propriétaire du château de La Bernardière (Saint-Herblain), et de Marie Geneviève d'Espinay, Jean Bouchaud est issu d’une famille d’artistes : son grand-père Léon Bouchaud fut peintre et ami de Corot et d’Henri Harpignies. Trois de ses frères, Étienne, Michel et Pierre Bouchaud, ont également embrassé une carrière artistique. 
Marié à Marielle de Ferré de Péroux, morte en 1954, fille du capitaine de frégate Henry, comte de Ferré de Péroux, et de Marie de Lorgeril, il a eu sept enfants.
C’est un peintre voyageur, à la fois artiste, aventurier et reporter. Jean Bouchaud parcourt l’Afrique du Nord, l’Afrique noire et l’Asie.
Ancien élève de l'Académie Julian à Paris, il en devient l'un des professeurs. Après s'être initié à l'aquarelle en Italie entre 1909 et 1912, Jean Bouchaud réalise des croquis au front pendant la Première Guerre mondiale. En 1919, il est démobilisé en Tunisie dont il découvre la lumière. Jeune artiste plein de talent mais sans maître, il est remarqué lors du concours pour le prix de Rome de 1920 par Maurice Denis et Marcel Baschet, malgré son échec.
Jean Bouchaud séjourne ensuite au Maroc où, sur une recommandation de Marcel Baschet, il est présenté au maréchal Lyautey. Titulaire d'une des deux bourses accordées en 1921 pour devenir pensionnaire de la villa Abd-el-Tif d'Alger, il y fait la connaissance de Jean Launois.
Il expose au Palais d’été d'Alger Les Présents au nouveau-né et L'Écrivain public. Le sculpteur Paul Landowski s'en porte acquéreur. Par la suite, il participe à l’exposition « le Maroc vu par les peintres contemporains » à Paris. Titulaire d’une bourse du gouvernement de Hanoi, Jean Bouchaud se rend en Indochine (aujourd'hui Cambodge, Laos et Viêt Nam) de 1924 à 1925 (Phnom Penh, Angkor, Saigon, Hué). Il rejoint le Laos à cheval (Vientiane, Luang Prabang descend le Mékong et Hanoï) et s'aventure jusqu'en République de Chine, où il entre en contact avec les populations lolo à Yunan Fou.
Jean Bouchaud obtient la médaille d'or au Salon des artistes français de 1928 pour Laveuses cochinchinoises (Dalat, en pays Moï). En 1929-1931, Lyautey lui confie la direction artistique pour la peinture de la future Exposition coloniale internationale de 1931. Il exécute notamment une composition murale de 1 300 mètres carrés.
En 1932-1933, Jean Bouchaud bivouaque en solitaire au Sénégal, en Guinée, en Côte d'Ivoire et au Dahomey (Bénin). Il se rend en reportage chez les Foulbé et dans les tribus Somba. Il est nommé chevalier de la Légion d'honneur et chevalier de l'ordre de l’Étoile noire du Bénin en 1934.
Comme de nombreux artistes, il est sollicité pour la décoration du paquebot Normandie pour lequel il décore quatre panneaux de la salle à manger de luxe (1935), puis le pavillon de la Bretagne à l’Exposition internationale de Paris de 1937 : Armor & Argoat et compose pour le grand hall du palais de la France d’outremer à l’Exposition universelle de New York de 1939.
En 1939, Jean Bouchaud rejoint les armées comme correspondant de guerre, envoyé spécial de l'Illustration, auprès des troupes coloniales dans la région de Fréjus. En 1942, il réalise un carton de tapisserie sur le thème de La Bretagne destinée à la préfecture de Quimper, variante d’[Armor & Argoat composée en 1937. Sédentarisé par les événements, il réalise  La Cour d’Amour au Laos, qui lui vaut la médaille d'honneur du Salon des artistes français. Il est nommé peintre de la Marine en 1942 et illustre une page de l'ouvrage À la gloire de notre pavillon (secrétariat d’État à la Marine et aux Colonies, 1943). Peintre des armées, il participe avec l'Armée française aux campagnes d'Alsace et d'Allemagne (1re armée du général de Lattre de Tassigny) et est sollicité pour illustrer Les Souffrances de la France sous la direction d'A. Bourgeois (La Lithographie, 1945).
Après la Seconde Guerre mondiale, Bouchaud réalise la décoration de plusieurs paquebots de la Compagnie générale transatlantique. Il est nommé membre de l’Institut de France à l'Académie des beaux-arts, section peinture, en 1951, au fauteuil de George Desvallières. Jean Carzou lui succédera en 1979.
En 1953, il dessine pour la manufacture nationale des Gobelins un carton de tapisserie intitulé Fête laotienne et inspiré de la Cour d'Amour au Laos. Il est promu officier de la Légion d’honneur.
De 1957 à 1964, Jean Bouchaud décore un lycée à Fort-de-France et participe à la décoration murale du lycée Claude-Monet de Paris. Il produit de nombreuses aquarelles et peintures de la région de Clisson.

Jean Bouchaud meurt à Nantes le 6 mai 1977 et est enterré au cimetière Miséricorde. Emmanuel Fougerat écrira de lui : 

« ce brun maigre, aux traits aigus, nerveux qui avait du noyau sous la peau aux mouvements vifs, toujours en lutte avec lui-même afin de maîtriser ce feu créateur intérieur ce quelque chose de brûlant qu’il avait comme Delacroix. (L’Art et la Mer, 1937 »

## Œuvres

### Aquarelle
- Femmes mauresques dans leur intérieur[7].
- La Main de Fatma[7]

### Peinture
- Les Remparts de Fès, vers 1921, villa-Abd-el-Tif.
- Laveuses cochinchinoises, 1928, médaille d'or au Salon des artistes français, localisation inconnue.
- Les Présents au nouveau-né, le sculpteur Paul Landowski s'en porte acquéreur à l'exposition au Palais d'été d'Alger.
- l’Écrivain public, exposée au Palais d'été d'Alger, Le sculpteur Paul Landowski s'en porte acquéreur.

### Décor
- 1926, Décoration du chœur de la Chapelle de la Bridonnière "L'éducation de la vierge" signé et daté. Maine et Loire, Anjou.
- 1929-1931, Lyautey lui confie la direction artistique (peinture) de la future exposition coloniale de Paris-Vincennes. Il exécute notamment une composition murale de 1 300 mètres carrés. Décoration de la coupole de la cité des informations, de la coupole du palais de l'Armée, de la salle des animaux, de la salle des tabacs et du pavillon de l'Algérie.
- 1935 : décoration de la salle à manger de luxe du paquebot Normandie.
- 1937 : décoration du hall du palais de l'artisanat, de la salle d'honneur du pavillon de la Bretagne à l'Exposition internationale de 1937[8].
- 1939 : décoration pour l'Exposition internationale de New York, grand hall du palais de la France d'Outre-mer.
- 1946-1950 : décorations des paquebots Caraïbe, Colombie et Carbet.
- 1946-1950 : décoration du cercle naval de Toulon (ancien cercle).
- 1957-1964 : décoration du centre technique et du lycée de Bellevue à Fort-de-France (Martinique).
- 1958 : décoration du lycée Claude-Monet à Paris.
- 1958-1959 : décoration de la salle de réception de la préfecture de Rennes.
- 1931 : exposition coloniale de Vincennes.

### Tapisserie
- 1942 : tapisserie pour les Gobelins, La Bretagne, variante d'Armor & Argoat.
- 1953 : tapisserie pour les Gobelins : Fête laotienne.

### Illustration
- Nombreuses reproductions de ses œuvres dans L'Illustration.
- 1928 : illustration des Lettres du Tonkin, du maréchal Lyautey, Éditions nationales.
- 1932 : illustration du livre de Claude Farrére Fumerie d'opium.
- 1951 : Une porte de l'Europe, Nantes, pour le Rotary-Club, par Beuchet et Vanden Brugge, in-4°,

couverture illustrée à rabats, 214 p., 3 f. 4 photos N&B et 83 planches illustrées en couleurs dont : deux de Gaston Alaux, sept de Georges Gobo dit Gobô, deux de Géo Ham, dix-sept d'Albert Brenet, une de Félix Lorioux, six de Jean Picard Le Doux, quatre de Jean Bouchaud, deux de Michel Bouchaud, une de Paul Ordner, douze, plus une à mi-page de Mathurin Méheut, dix neuf plus une à un tiers de page de Jean-Adrien Mercier, ce dernier illustrant également initiales et culs-de-lampe en couleurs. Tirages à 1500 exemplaires numérotés sur vélin.

## Publication illustrée
- Lynne Thornton, Les Africanistes, peintres voyageurs, 1860-1960, CR Édition, 1998.
- Élisabeth Cazenave, La villa Abd-El-Tif, un demi-siècle de vie artistique en Algérie, Association Abd El Tif, 1998.
- Marion Vidal Bué, Alger et ses peintres (1830-1960), collection Méditerranée pour mémoire, 2000.
- Marion Vidal Bué, L’Algérie des peintres, collection Méditerranée pour mémoire 2002.
- Marion Vidal Bué, Algérie du sud et ses peintres, collection Méditerranée pour mémoire, 2003.
- Élisabeth Cazenave, Explorations artistiques au Sahara 1850-1975, Ibis-press, 2005.
- François Bellec, Carnets de voyage des peintres de la Marine, Marine nationale, éditions Ouest-France, février 2008.
- « Jean Bouchaud, un peintre en Indochine 1924-1925 », numéro hors-série des Carnets du Vietnam, mars 2010.
- Élisabeth Cazenave, Les artistes de l'Algérie, dictionnaire des peintres, sculpteurs, graveurs 1830-1962, Éditions de l'Onde, novembre 2010.
- Philippe Hervouët, Nantes de mémoire de peintres, Société Nantaise d'Édition et de Réalisations, octobre 2014.
- C.Poirion, M.Pintre, E.Boucher, D.Jarassé, L.Houssais, P.Cinquini, S.Ligner, D.Dallongeville, N.André-Pallois : "Jean Bouchaud Regards sur le Monde", catalogue de l'exposition de Boulogne, Snoeck 2021

## Expositions
- 1931 : Exposition coloniale internationale (1931) à Vincennes, décoration de la coupole de la cité des informations, de la coupole du palais de l'armée, de la salle des animaux, de la salle des tabacs et du pavillon de l'Algérie.
- 1937 : Exposition spécialisée de 1937, Paris.
- 1939 : Foire internationale de New York 1939-1940, grand hall du palais de la France d'Outre-mer.
- Palais d’été d'Alger : Les Présents au nouveau-né et l’Écrivain public.
- 1978 : rétrospective partielle de son œuvre a lieu au Grand Palais à l’occasion du salon des artistes français.
- 2005 : le musée du Faouët lui a consacré une importante rétrospective d'août à octobre 2005, « Afrique, Asie, Bretagne ».
- 2007 : Nantes, rétrospective par le commandement de la marine.
- 2021 : Boulogne-Billancourt - musée des années 30 : "Jean Bouchaud Regards sur le monde" d'octobre à janvier 2022

## Récompenses
- 1924 : prix de l'Indochine décerné par la Société coloniale des artistes français.
- 1928 : médaille d'or au Salon des artistes français pour Laveuses cochinchinoises.
- 1969 : prix Georges Wildenstein.

## Distinctions
- 1934 : chevalier de la Légion d'honneur.
- 1934 : chevalier de l'ordre de l’Étoile noire du Bénin.
- 1953 : officier de la Légion d'honneur.

## Collections publiques
- Villa Abd-el-Tif : Les Remparts de Fès.
- Musée national des Beaux-Arts d'Alger.
- Musée national d'Art moderne, Paris.
- Musée de la Marine, Paris.
- Musée des Années Trente, Boulogne-Billancourt.
- Musée des Beaux-Arts de Nantes.
- Musée du château des ducs de Bretagne, Nantes.
- Musée des Beaux-Arts de Quimper.
- Musée du Faouët.
- Musée des Beaux-Arts de Saint-Nazaire.
- Musée des Beaux-Arts de Rennes.
- Musée Antoine-Lécuyer, Saint-Quentin.
- Musée Rolin, Autun.